# Nicole Wray
Nicole Monique Wray, född 1 juli 1981, är en amerikansk RNB-sångerska, sångskrivare, skådespelare, dansare, rappare och modell. Wray blev känd då hon var med och rappade och producerade Missy Elliotts debutalbum.
Efter att ha arbetat i studio med Brian Alexander Morgan, Mocha, Missy Elliott, Suga Mike och andra producenter, släppte Wray sitt debutalbum Make it Hot 1998. Albumet innehöll bland annat spåren Make It Hot, I Can't See, och Eyes Better Not Wander.

## Tidigt liv
Wray är den äldsta av de tre barnen av Kenneth och Debra Wray. Hon föddes i Kalifornien och växte upp i Portsmouth, Virginia. Wray har en yngre syster, Myrtis Wray, och en äldre bror, Kenny Wray.
Vid sjutton års ålder träffade hon rapparen Missy Elliott. Hon sjöng för Elliott och blev inbjuden att medverka under hennes musikaffärer.

## Musikkarriär
Wray blev nära vän med Missy Elliott och Aleesha Rivers. 1997 medverkade Nicole på Elliotts debutalbum, Supa Dupa Fly. Efter att ha medverkat på spåret "Gettaway", arbetade Nicole med producenter som Elliott, Brian Alexander Morgan och Suga Mike för hennes första album.

### Make It Hot(1998-1999)
Under sommaren 1998 släppte Nicole sitt debutalbum, Make It Hot. Albumets första singel var "Make It Hot", med medverkande artister som Mocha och Missy Elliott. Den nådde plats fem på USA:s singellistor. Nicoles andra singel, "I Can't See", kom in på Rythmic Top 40 som nummer 36. Senare samma år släpptes sången "Without You" som medverkar på soundtracket till filmen Why Do Fools Fall in Love.
1999 släpptes den tredje singeln från debutalbumet, "Eyes Better Not Wander", vilken kom in som nummer 71 på USA:s RNB-lista. Nicole medverkade också på Missy Elliotts andra album, Da Real World, på hennes andra singel "All N My Grill".

### Elektric BlueochLovechild(2000-2005)
1999 bekräftade Nicole att hon skulle tillbaka till studion och arbeta med sitt andra album. Nicole slutförde arbetet med att skriva albumet 2000, kallat Elektric Blue trots att skivan planerades att ges ut 2001. 2001 släpptes första singeln från albumet "I'm Lookin'". Nicole lämnade Elektra Records under sena 2001 utan att låtit de släppa Elektric Blue. Strax efter att Nicole lämnade Elektra Records och The Goldmind Inc., avslutade Nicole och Missy Elliott sitt samarbete. Då Elektric Blue blev ett osläppt album, släpptes istället en sampler med albumet. Nicole spelade in låten "I Wanna Kiss You" 2003 vilken medverkar i filmen Love Don't Coast a Thing.
2004 släpptes singeln "If I Was Your Girlfriend" och Nicole skrev kontrakt med Roc-A-Fella Records och gick med i Dame Dash Music Group. Från mitten av 2005 till tidiga 2005 arbetade Nicole med albumet Lovechild. vilket innehöll låtar som "If I Was Your Girlfriend", "Can't Get Out of the Game", och "Regrets". 2005 lämnade Nicole Dame Dash Group utan att ha släppt Lovechild. Senare samma år läckte Lovechild ut på internet.

### Framtida planer (2006–)
Wray har arbetat med sitt fjärde studioalbum sedan 2006. Det bekräftades på hennes officiella MySpacesida att hon skrivit kontrakt med ett nytt skivbolag, a.Fam Entertainment Inc. Det bekräftades också att hon höll på med sitt nya album, som ännu inte fått något namn. Den 16 juli 2007 släppte Nicole ett mixband, Nicole Wray Starring in InDepenDance Day; Vol. 1 The Takeover. På mixbandet berättade Nicole att Vol. 2 också kommer.

## Filmkarriär
Nicole har medverkat i såväl tv-serier som filmer. Hon medverkade i serien Räkna med bråk som en av Missy Elliotts bakgrundsdansare. Hon medverkade också i serien The Wayans Bros. och år 2005 medverkade hon i filmen State Property 2. I State Property 2 arbetar Nicole i baren och hennes låt "Lollipop" spelas i bakgrunden.

## Diskografi
- 2008 – Nicole Wrays fjärde studioalbum (ingen titel ännu)
- 2005 – Lovechild (outgivet)
- 2001 – Elektric Blue (outgivet)
- 1998 – Make It Hot